# 哈里·哈德里
哈里·哈德里（Harry Hadley，1877年10月26日—1942年9月12日）是一名英國職業足球員及足球領隊，曾為英格蘭上陣。

## 球員生涯
哈德里在1895年由科利基特聯轉投黑爾斯歐文鎮。在1897年2月，他加盟西布朗，鞏固了作為邊中衛的角色。在1902年，他在「燈籠褲」奪得乙組聯賽錦標。1903年2月，他唯一一次代表英格蘭披掛，於莫利紐克斯球場以4-0大勝愛爾蘭。
1905年2月，他為西布朗在聯賽上陣167次後以250英鎊轉會費加入阿士東維拉，在上陣僅11次後於1906年4月轉投諾定咸森林。一年後再轉到南部聯賽球隊修咸頓。根據賀尼及查克所著的《聖人入門》記載，他是一個「精力充沛的後場球員，經常給前鋒傳球，能引導他們到有利位置」。
1907-08年賽季結束後，哈德里轉投克羅伊登通用，1910年2月再度加入黑爾斯歐文鎮，最後在莫色掛靴。

## 執教生涯
1919年5月，莫色聘任哈德里為領隊，這是他的首個執教工作。他領導莫色在1920年躋身到足球聯賽，並在他們第一個賽季在丙組南部聯賽站穩第八位。1922年4月，哈德里轉到車士打菲特執教，同時8月離任。
1927年11月，他到阿布岱爾體育會執教。1928年4月，他重返莫色，同年11月離任。1930年，哈德里第三度出任莫色領隊，1931年9月離職。
1935年7月，哈德里執教賓高城，這是他最後一個執教工作。他在1936年4月退休。
哈德里的親兄弟賓亦曾效力西布朗，但他在哈里到山楂球場之前已離隊。

## 外部連結
- 英格蘭統計 - 哈里·哈德里（页面存档备份，存于）
- 賓高城領隊

| 體育角色           | 體育角色                     | 體育角色           |
| ------------------ | ---------------------------- | ------------------ |
| 前任： ?           | 莫色領隊 1919-1922           | 繼任： 湯馬斯·鍾斯 |
| 前任： 薜尼·貝蒙特 | 阿布岱爾體育會領隊 1927-1928 | 繼任： ?           |
| 前任： 阿伯特·林頓 | 莫色領隊 1928                | 繼任： 湯姆·麥堅納 |
| 前任： 湯姆·麥堅納 | 莫色領隊 1930-1931           | 繼任： ?           |
| 前任： 連·戴維斯   | 賓高城領隊 1935-1936         | 繼任： ?           |